# Aardbeving Haïti 2010
De aardbeving in Haïti in 2010 was een zware aardbeving die zich voordeed op dinsdag 12 januari 2010 om 16:53:09 uur lokale tijd (21:53:09 UTC). De beving met een kracht van 7,0 op de momentmagnitudeschaal vond plaats 25 kilometer ten zuidwesten van de Haïtiaanse hoofdstad Port-au-Prince. De intensiteit van de aardbeving op de schaal van Mercalli varieerde in Port-au-Prince van schaal VII tot IX: dit wordt getypeerd door "behoorlijke schade" tot "verwoestend". Volgens het KNMI was de grote beving de zwaarste op de breuklijn sinds 1860.
Het hypocentrum lag op 25 kilometer ten zuidwesten van de hoofdstad van Haïti, Port-au-Prince, nabij de plaats Léogâne, op een diepte van ongeveer 13 kilometer. De aardbeving was ook voelbaar in Venezuela en op enkele naburige eilandstaten, waaronder Jamaica, Cuba en de Dominicaanse Republiek. Haïti, de Bahama's en de Dominicaanse Republiek werden gewaarschuwd voor een eventuele tsunami, maar dit alarm werd binnen 12 uur ingetrokken. De beving werd gevolgd door meerdere zware naschokken, variërend van 4,5 tot 5,9 op de momentmagnitudeschaal. Op 20 januari 2010 vond een krachtige beving plaats met een kracht van 6,1 op de momentmagnitudeschaal, 56 kilometer ten noordwesten van Port-au-Prince.
Op 24 januari waren er 150.000 slachtoffers begraven en op 10 februari was het dodental reeds opgelopen tot 230.000, volgens cijfers van de Haïtiaanse regering. Het aantal gewonden bedroeg op 24 februari 310.000. Op 23 januari werden door de regering de zoek- en reddingsacties gestaakt, al werden ook in de dagen en weken daarna nog enkele mensen levend uit het puin gehaald. Door de aardbeving zijn ruim 1,5 miljoen Haïtianen, een zesde van de bevolking, dakloos geworden.

## Tektonische achtergrond en verloop van de aardbeving
De aardbeving vond plaats ten gevolge van het verschuiven van de Caribische Plaat naar het oosten. Dit gaat met een snelheid van ongeveer 20 mm per jaar. Aardbevingen waren voorheen in de regio rond Haïti nooit echt groot en komen zelden voor op dergelijke schaal. De regio rond Port-au-Prince was de decennia ervoor weinig seismisch actief. Door het feit dat er lang geen zware aardschok is geweest in de regio, heeft de energie van de beweging van de tektonische platen zich opgestapeld in de Enriquillo-Plantain Garden-breuk, een van de breuklijnen tussen de Caribische en de Noord-Amerikaanse Plaat. Dit verklaart de kracht van de aardbeving. Aangezien het hypocentrum van de aardbeving zich onder land en niet onder de zeebodem bevond, is de schade aanzienlijk groter en zijn zelfs kleinere naschokken erg voelbaar.
De United States Geological Survey (USGS) registreerde in de 2 uur na de aardbeving nog 6 naschokken, met een kracht van 4,5 tot 5,9 op de momentmagnitudeschaal. In de eerste 24 uur na de beving werden nog meer naschokken geregistreerd, waaronder 24 met kracht van 4,2 of groter en 14 met een kracht van 5,0 of meer. In totaal zijn er al 42 naschokken geregistreerd.

## Gevolgen

### Slachtoffers

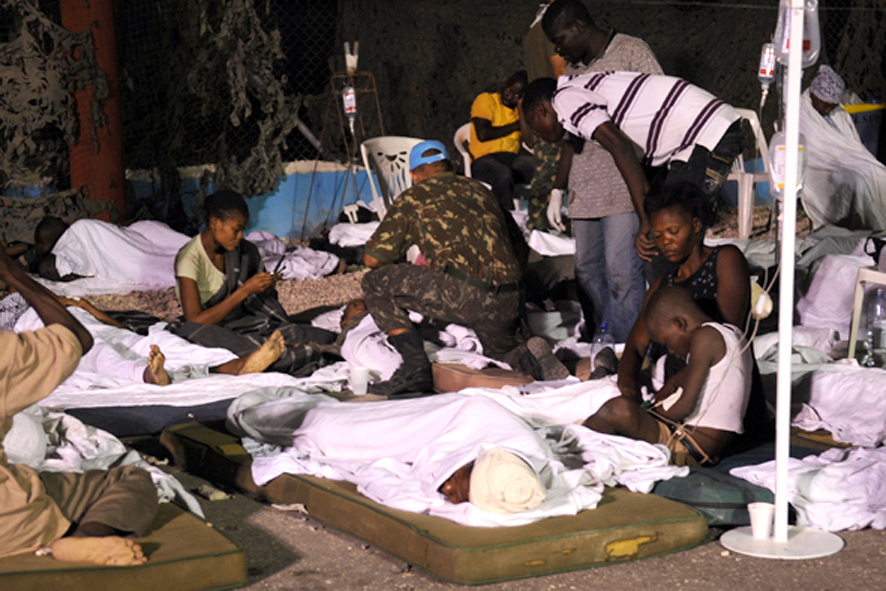
Een vluchtelingenkamp, opgezet door het Braziliaanse leger

De Haïtiaanse premier Jean-Max Bellerive ging in een vroege reactie uit van mogelijk meer dan honderdduizend slachtoffers. President René Préval had het over 30.000 tot 50.000 doden. Zowel het bevestigde als geschatte aantal doden liep in de dagen daarna echter snel op. Schattingen liepen daags na de beving uiteen van 100.000 (PAHO/WHO) tot 200.000 (Haïtiaanse regering) doden. Begin februari bleken er inderdaad meer dan 200.000 slachtoffers te zijn gevallen tijdens de aardbeving en op 10 februari waren volgens de Haïtiaanse regering 230.000 doden gevallen bij de beving. Op 21 februari sprak president Préval van 300.000 doden. Op basis van eigen onderzoek kwam de Wereldomroep echter tot de veel lagere schatting van maximaal 92.000 doden.
Mede door het hoge slachtofferaantal en de grote ravage wordt de aardbeving als een humanitaire catastrofe bestempeld. Volgens een schatting van het Rode Kruis op de dag na de aardbeving zijn er meer dan 3 miljoen mensen getroffen door de aardbeving.
Onder de vele dodelijke slachtoffers zijn ook verschillende blauwhelmen. De Verenigde Naties zijn erg actief op het straatarme Haïti, en hebben er een vredesmacht, genaamd MINUSTAH, van zo'n 9.000 blauwhelmen. Tot nu toe zijn er al zeker 8 Chinese, 4 Braziliaanse en 3 Jordaanse blauwhelmen bij de slachtoffers geteld.

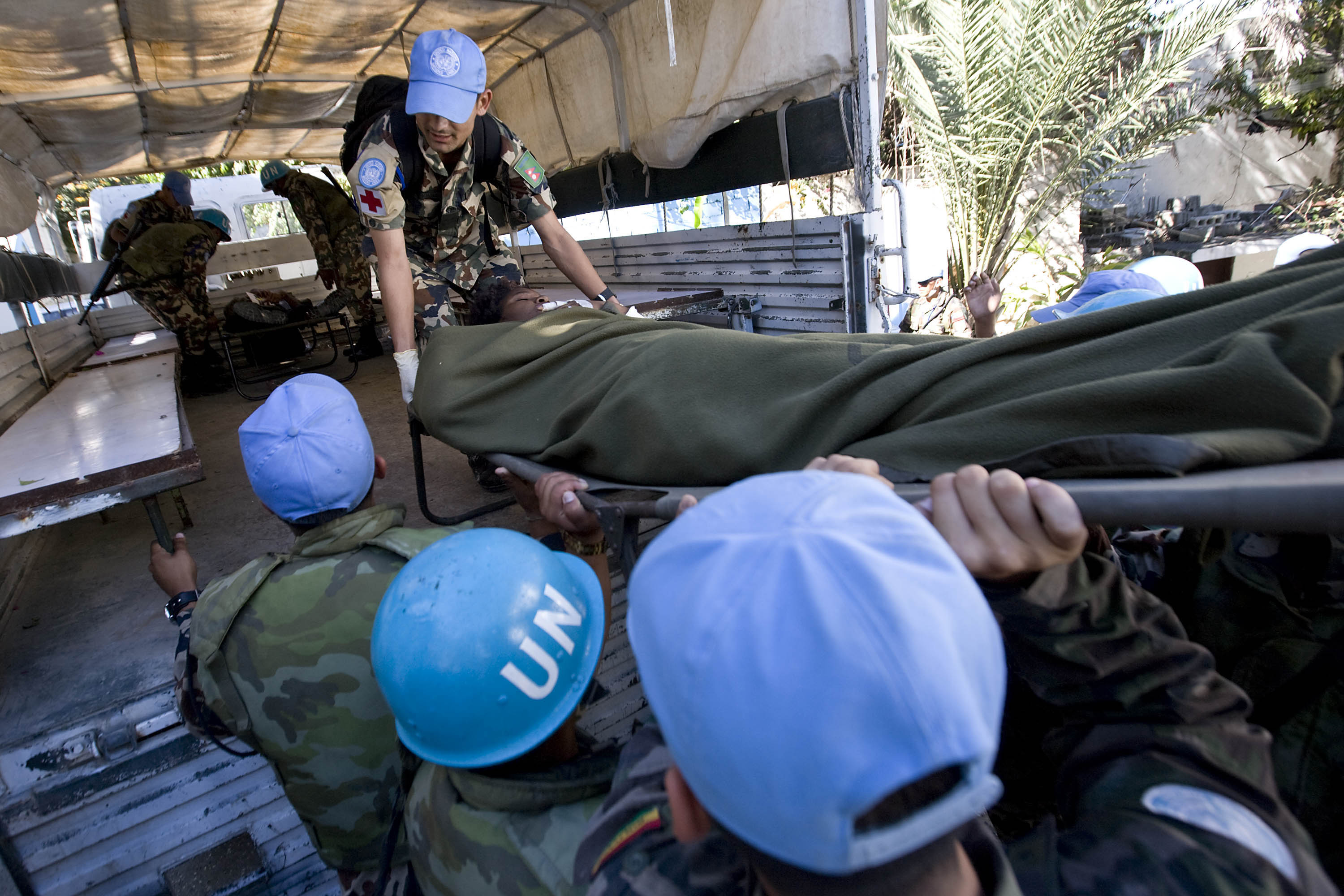
Blauwhelmen van MINUSTAH voeren een gewond persoon af

Tijdens de beving verbleven er 38 Nederlanders in Haïti , van wie er van 4 de dood bevestigd was en er nog 2 vermist werden. Op 20 januari waren vier Nederlandse volwassenen (incl. het eerste echtpaar) geïdentificeerd. Het betrof twee echtparen die met hun drie adoptiekinderen verbleven in een hotel.

Ook ten minste 116 Belgen waren ten tijde van de natuurramp in het land. Van de Belgen in Haïti zijn er 4 gewonden. Er zijn ook zeker 3 vermisten, een van de vermisten, Philippe Dewez, werd op 19 januari dood teruggevonden. In totaal zijn 136 dossiers geopend over Belgen die eventueel in Haïti zouden geweest zijn. Daarvan zijn er 116 gelokaliseerd, van wie 73 in Haïti verbleven en 23 in het buitenland. Van de overige 20 is onbekend waar ze verbleven.
Verscheidene prominenten vonden bij de aardschok de dood. De Braziliaanse kinderarts en zendelinge Zilda Arns werd dood aangetroffen. Het lichaam van aartsbisschop mgr. Joseph Serge Miot werd geborgen uit zijn ingestorte kantoor, en de leider van de VN-missie in Haïti, Hédi Annabi, is dood aangetroffen onder het puin van het zwaar beschadigde VN-hoofdkwartier in Port-au-Prince. Ook hiphop-artiest Jimmy O kwam om het leven.

### Schade

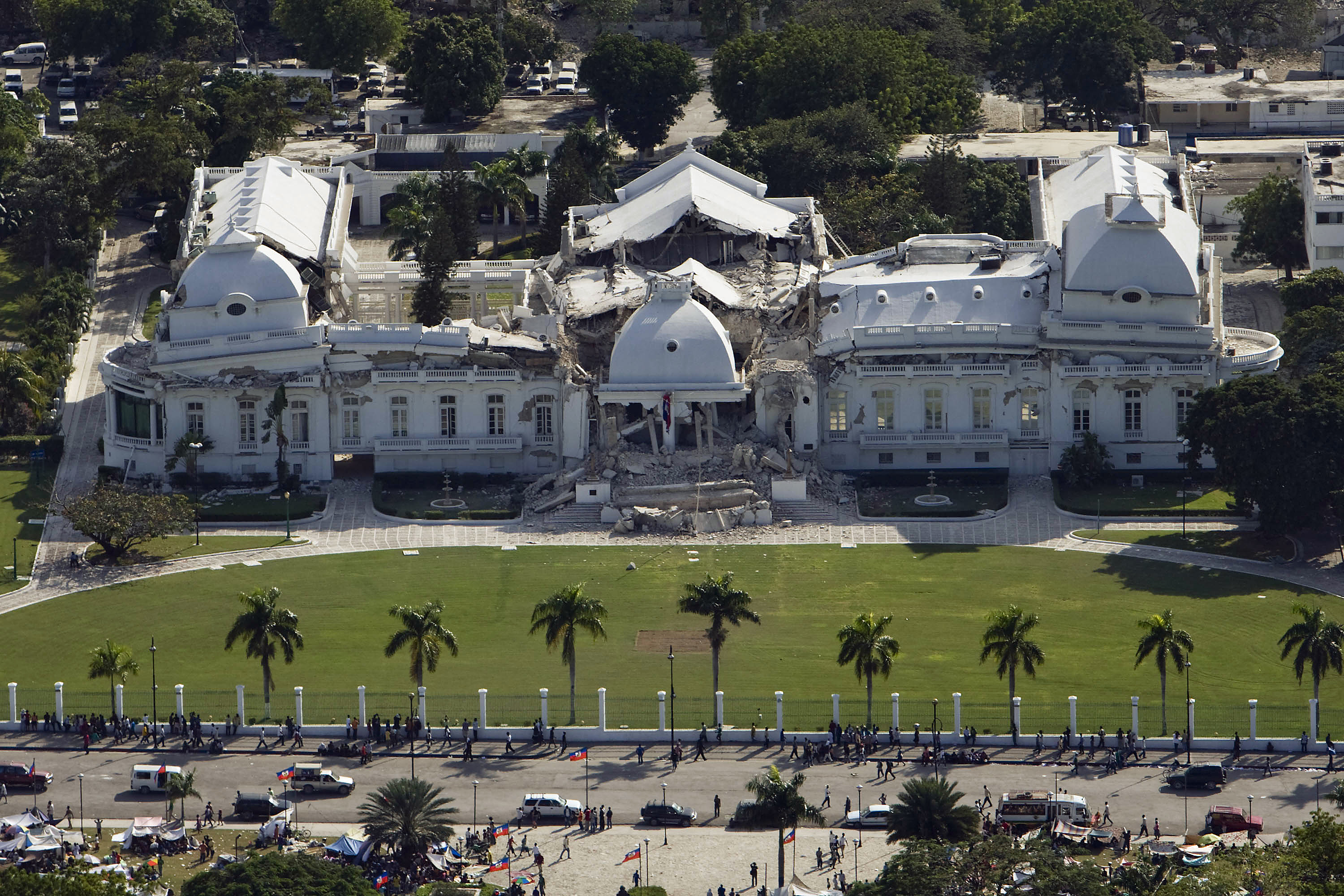
Het presidentieel paleis na de beving

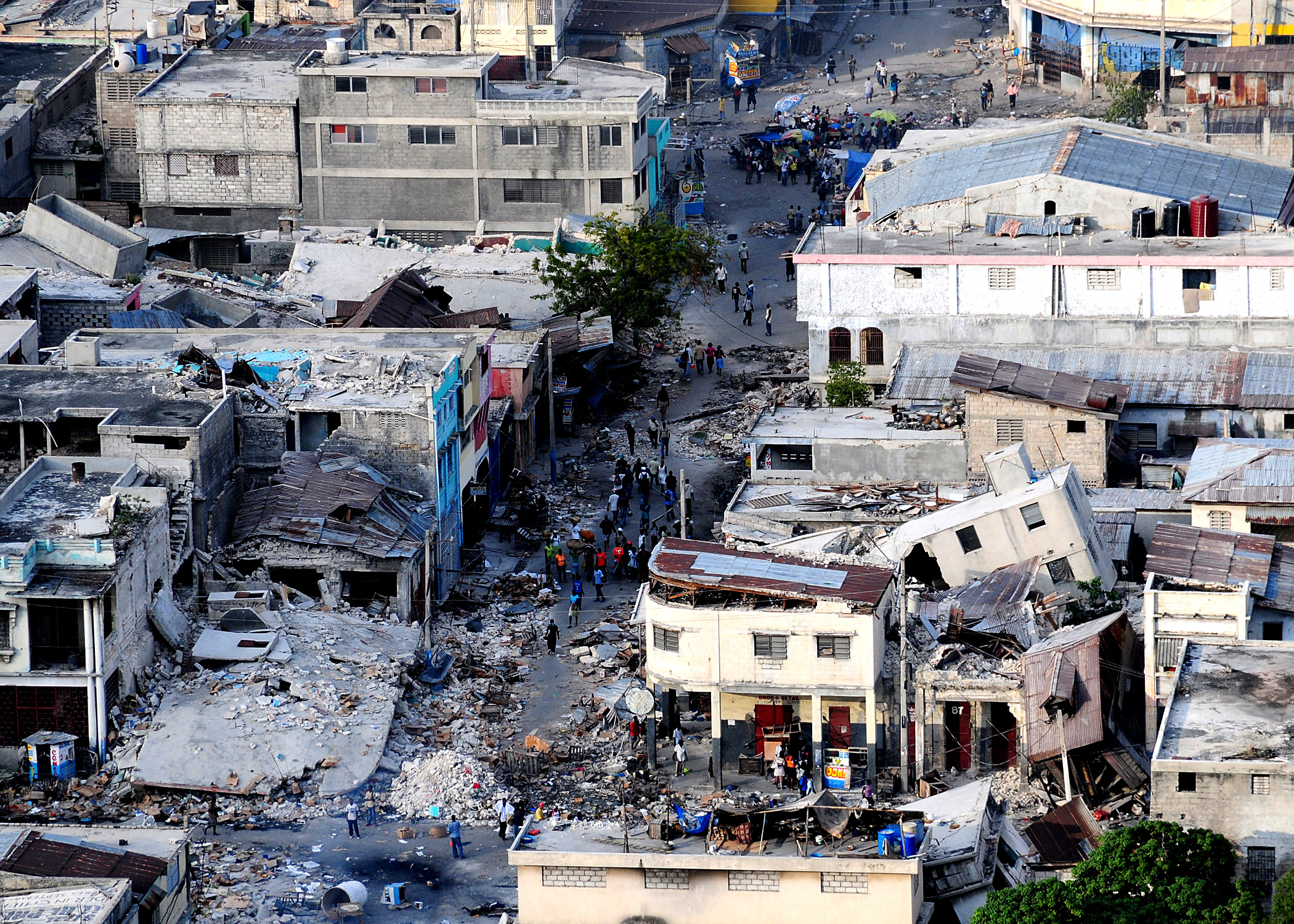
Ingestorte huizen

Naast vele huizen van de inwoners, is een groot deel van de belangrijke gebouwen uit Port-au-Prince beschadigd of compleet verwoest door de aardbeving, waaronder het Presidentieel Paleis, het gebouw van de Assemblée Nationale (parlement van Haïti), de kathedraal van Port-au-Prince en enkele ziekenhuizen. Verder zijn nog verscheidene scholen en universiteitsgebouwen ingestort. Ook het hoofdgebouw van de MINUSTAH van de Verenigde Naties bleef niet gespaard.
Aangezien Haïti een van de armste landen ter wereld is, zijn de bouwvoorschriften er niet nauwkeurig bepaald en laat de veiligheid van de bouwwerken er vaak te wensen over. Dat is een mogelijke verklaring voor het feit dat zovele huizen zijn ingestort. Veel van de gebouwen waren op heuvels gebouwd of waren van onvoldoende fundering voorzien.
De toevoer van internationale hulpgoederen en reddingsteams werd de eerste paar dagen ernstig gehinderd, doordat de infrastructuur in Haïti weggevaagd was. De controletoren van de enige werkende luchthaven, de Internationale Luchthaven Cap-Haïtien, was ingestort, waardoor een Amerikaans team van luchtverkeersleiders ingevlogen moest worden. Reddingswerkers van andere landen en Artsen zonder Grenzen beklaagden zich over het feit dat de Amerikanen voorrang zouden geven aan haar eigen transporten. De zeehavens van het land waren onbruikbaar geworden, doordat kades opgebroken waren en kranen waren ingestort, ook hiervoor wordt door Amerikaanse specialisten aan gewerkt. Specialisten van het Canadese leger werken aan het beschikbaar maken van de tweede luchthaven van het land, die met een landingsbaan van duizend meter maar net geschikt is voor de transporttoestellen. Normaliter is de luchthaven door de afwezigheid van een verkeerstoren en lichtvoorzieningen alleen overdag bruikbaar. Op 22 januari waren die voorzieningen gereed en kon de regionale luchtverkeersleiding worden overgenomen door een Canadees fregat, sindsdien landen dagelijks 160 vluchten op het vliegveldje, dat eigenlijk niet meer dan vijf toestellen tegelijk gewend is.

## Internationale reacties
- Raymond Alcide Joseph, de Haïtiaanse ambassadeur in de Verenigde Staten, zei tegen de Amerikaanse nieuwszender CNN: "Haïti is getroffen door een catastrofe. Ik roep al onze vrienden op om ons te helpen."[4]
- De Amerikaanse president Barack Obama reageerde ook: "Mijn gedachten en gebeden gaan naar zij die door deze aardbeving werden getroffen. We houden de situatie nauwlettend in de gaten en staan klaar met hulp voor het volk van Haïti."[23]
- Michaëlle Jean, gouverneur-generaal van Canada, die zelf in de Haïtiaanse hoofdstad werd geboren, zei: "Ik volg met grote aandacht en bezorgdheid de noodberichten omtrent de aardbeving die Haïti met een grote kracht heeft getroffen, en die ook in de regio overal werd gevoeld."[24]
- Bert Koenders, Nederlandse Minister voor Ontwikkelingssamenwerking: "De eerste berichten en beelden maken melding van een groot aantal slachtoffers en enorme schade. De ernst van de situatie lijkt op die van Zuidoost-Azië na de tsunami in 2004."[25]
- Verenigde Naties: "De aardbeving in Haïti is de ergste ramp waar de Verenigde Naties ooit mee te maken hebben gehad. De verwoesting is groter dan de tsunami in Azië in 2004."[26]

## Internationale hulp

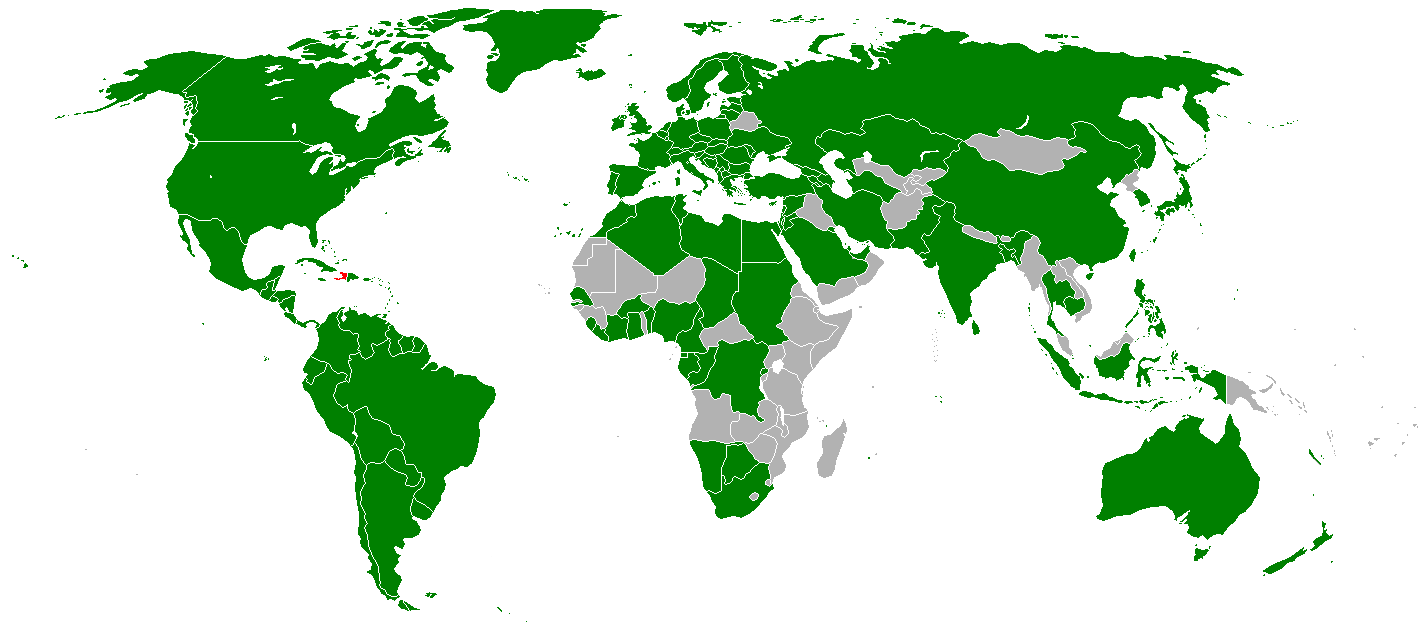
Landen die hulp hebben gestuurd

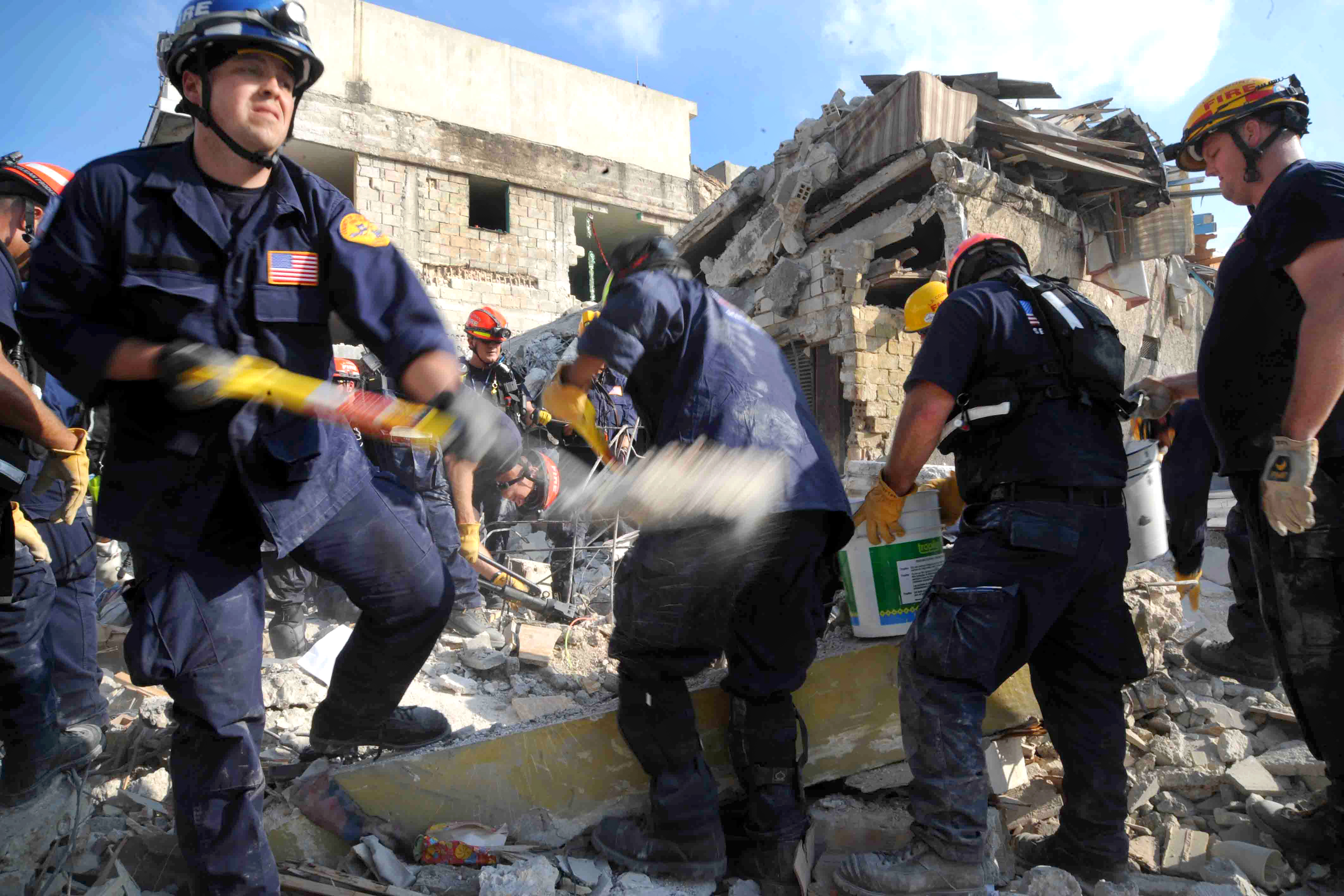
Amerikaanse reddingswerkers van de Los Angelese brandweer

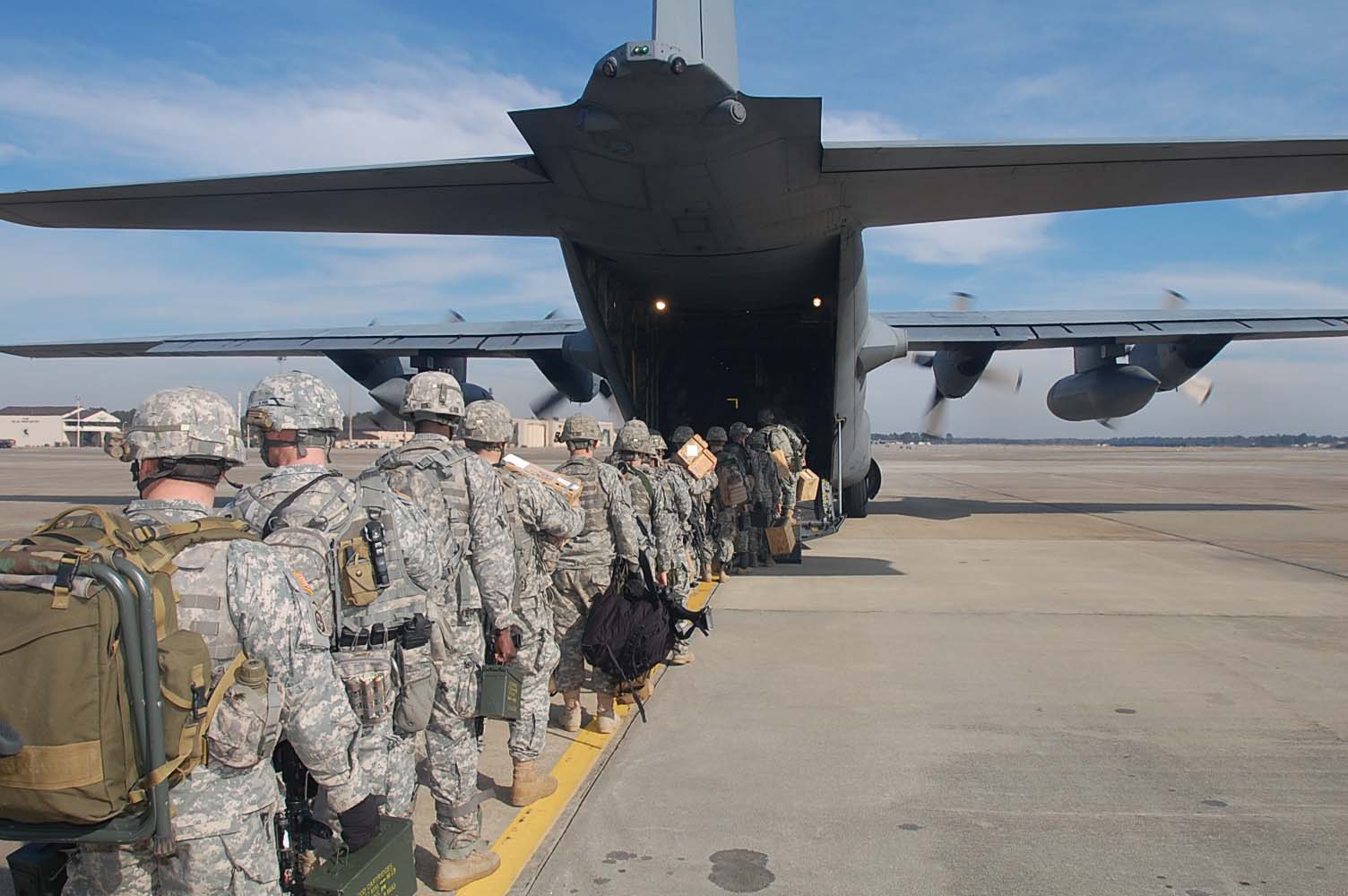
Amerikaanse hulptroepen van de 82e Luchtlandingsdivisie

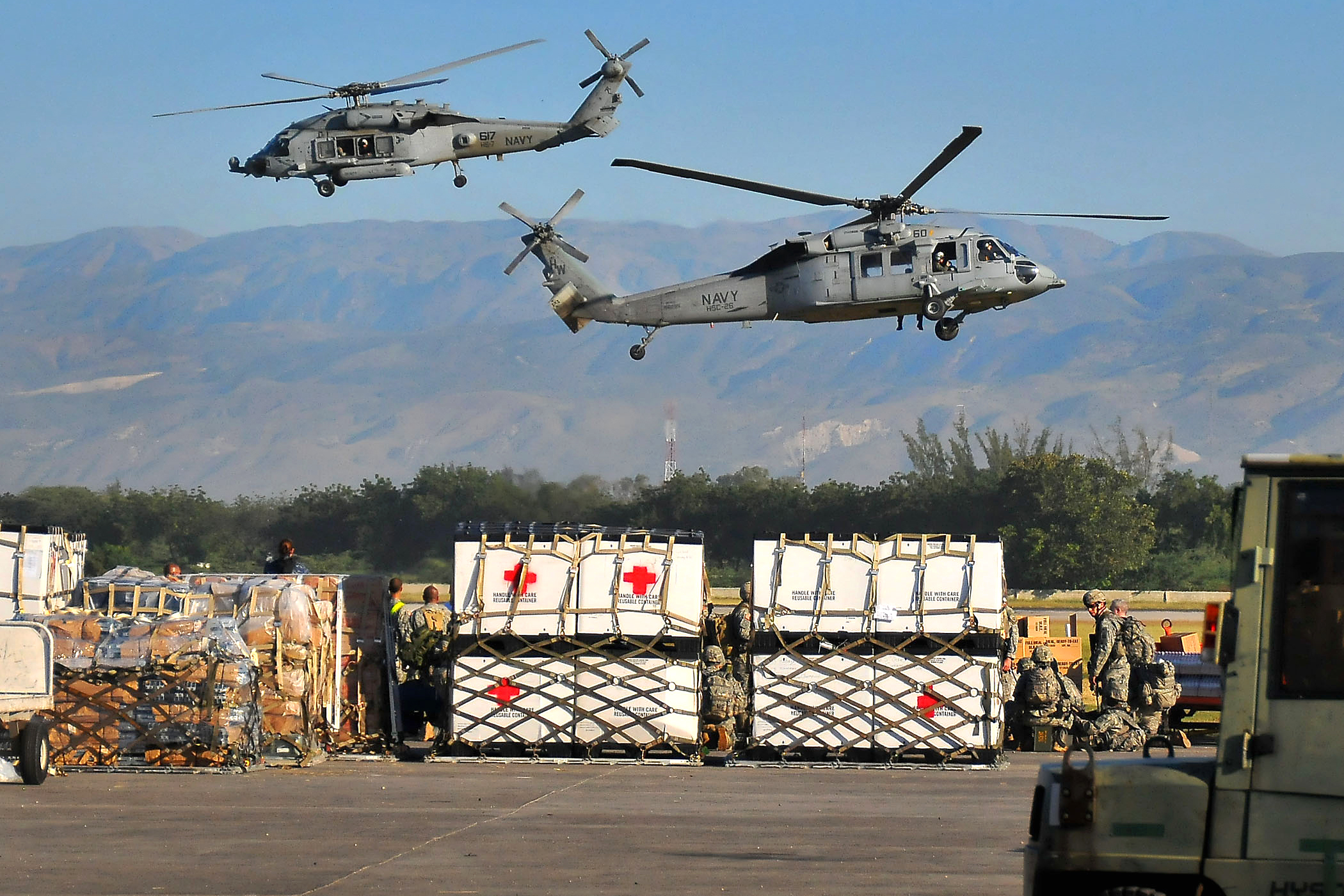
Hulpgoederen van het Rode Kruis bij Port-au-Prince

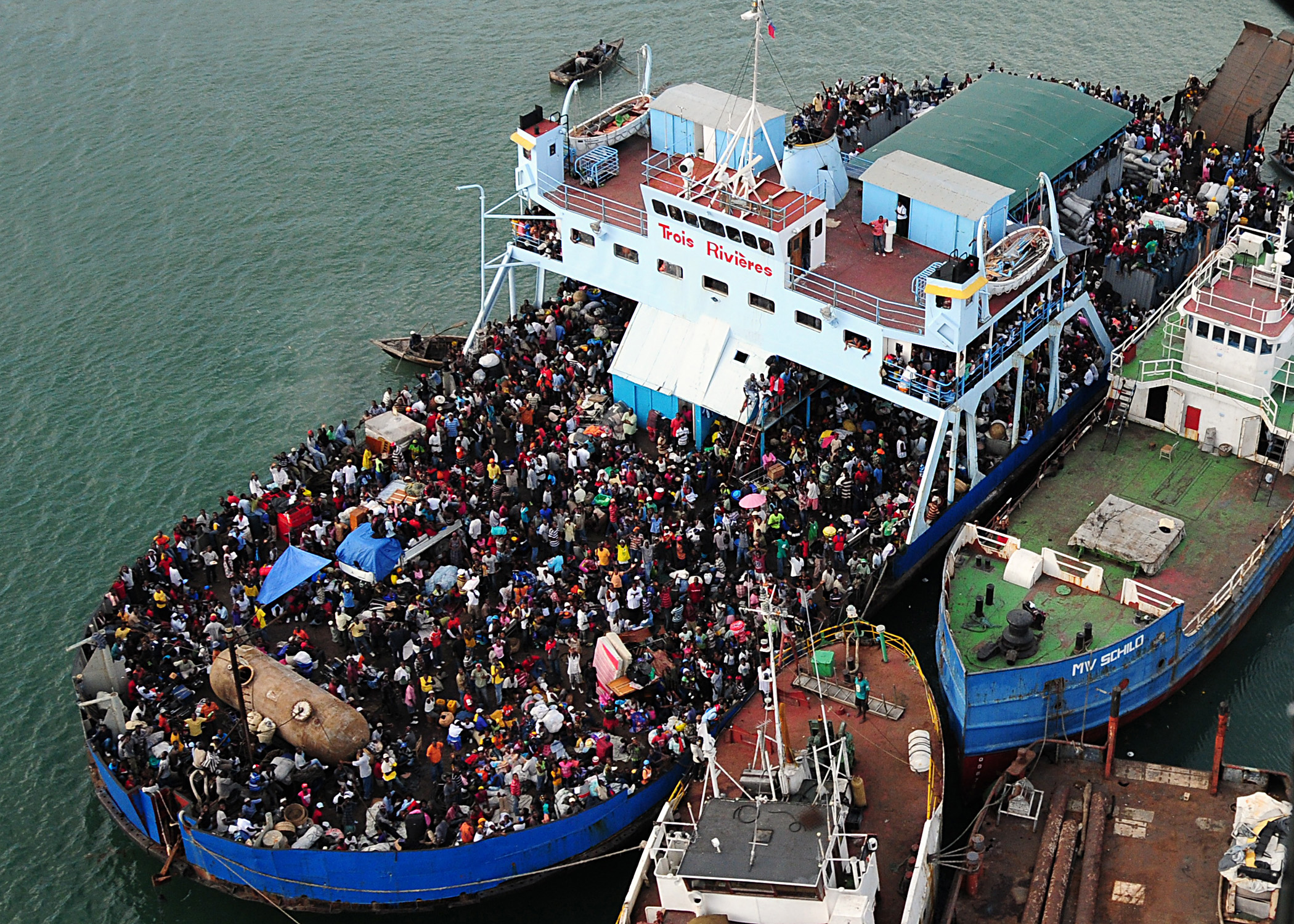
Haïtiaanse vluchtelingen op een veerboot

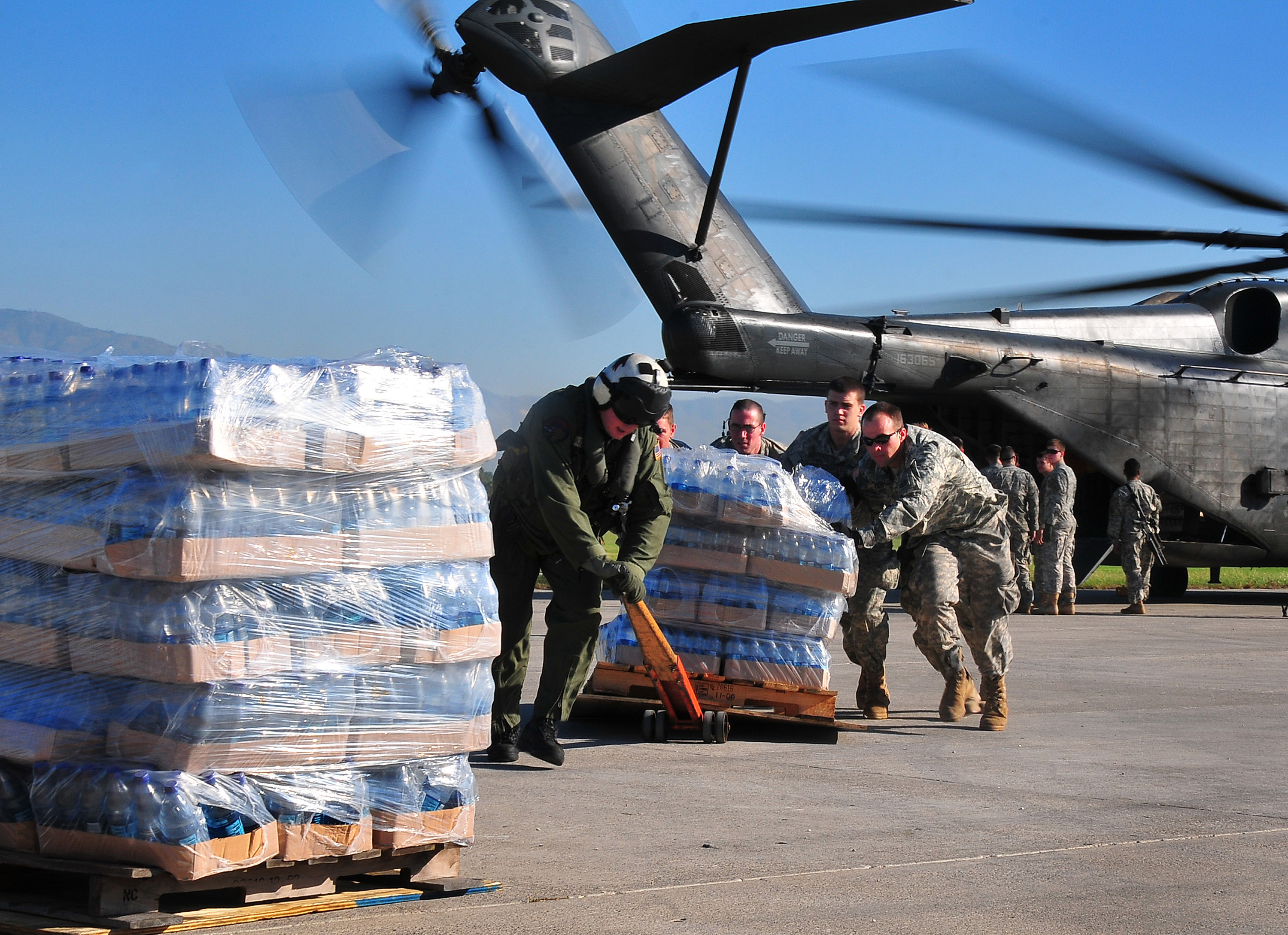
Hulpgoederen worden aangevoerd door het Amerikaanse leger

De internationale hulpverlening werd door de VN-vredesmacht gecoördineerd, zij werd echter gesteund door de internationale hulptroepen, waaronder die van het Amerikaanse leger en de Nederlandse marine. De VN was samen met de Haïtiaanse politie verantwoordelijk voor de binnenlandse veiligheid, terwijl de Amerikaanse troepen de wegen, havens en luchthaven (tijdelijk) controleerden. De VN besloot ook om de MINUSTAH-missie uit te breiden met 3500 man.
Op 23 januari 2010 werd aangegeven dat er niet meer naar overlevenden werd gezocht, volgens de Haïtiaanse regering en de VN was de kans op overlevenden nihil geworden. Eerder in die week was het Nederlandse reddingsteam al vertrokken, wegens het teruglopende aantal zoektochten. Het Belgische team werd nog wel afgelost door een nieuwe reddingsploeg.
De Verenigde Staten zetten een tentenkamp op Guantanamo Bay op om, indien noodzakelijk, vluchtelingen op te kunnen vangen.
Google lanceerde als bijdrage de site Google Person Finder. Met deze webapplicatie konden mensen vermiste personen opsporen.

### Directe hulp
- België - België zond, op vraag van Minister voor Ontwikkelingssamenwerking Charles Michel, zijn B-FAST-team met 58 mensen naar Haïti voor een 10-daagse missie. Woensdagavond 13 januari vertrok daarvoor een Airbus met aan boord een reddingsteam met speurhonden, een veldhospitaal en een waterzuiveringsinstallatie.[30] Ook Vlaanderen stuurde hulp: de hulpmissie bestond uit artsen en verplegers en stond onder leiding van dokter Luc Beaucourt.[31]
- Canada - De Canadese minister van Buitenlandse Zaken, Lawrence Cannon, deelde mee dat het Canadese Disaster Assistance Response Team zou gaan.[32]
- China - China zond een 60-koppig reddingsteam naar het getroffen gebied. Het team bestond uit reddingswerkers, medisch personeel, experts en drie speurhonden.[33]
- Dominicaanse Republiek - President Leonel Fernández riep de internationale gemeenschap op om het getroffen buurland te helpen een ware tragedie te vermijden. Het land zond als eerste hulp,[34] waaronder ook een reddingsteam. Ook werden gewonden uit Haïti overgebracht naar Dominicaanse ziekenhuizen[34] en vluchtten vele Haïtianen naar het buurland. Haïti weigerde echter toegang te verlenen voor Dominicaanse militairen.[34]
- Europese Unie - De Europese Commissie maakte 3 miljoen euro vrij voor noodhulp voor Haïti. Het zou meer hulpgoederen sturen, nadat een EU-expert de situatie volledig zou hebben ingeschat en gerapporteerd.
- Frankrijk - Minister van Buitenlandse Zaken, Bernard Kouchner, verklaarde dat Frankrijk hulpgoederen zou zenden naar het land.[35]
- IJsland - De IJslandse regering besliste om het SAR-team te sturen, dat gespecialiseerd is in het zoeken naar overlevenden in ingestorte gebouwen.
- Israël - Minister van Buitenlandse Zaken, Avigdor Lieberman, stuurde een reddingsteam naar Haïti dat het eerste modern operationeel veldhospitaal installeerde met een aanzienlijk aantal medisch personeelsleden.[36] De eerste bevalling in de geteisterde regio werd daar gevierd.[37]
- Mexico - Het Mexicaanse ministerie van Buitenlandse Zaken werkte een plan uit om hulp naar het getroffen land te sturen.
- Nederland - Nederland stuurde op 14 januari een Urban Search And Rescue Team bestaande uit zestig mensen en reddingshonden naar het rampgebied in Haïti.[38] Op 15 januari vertrok het Nederlandse marineschip Hr. Ms. Pelikaan met 77 mariniers en verschillende hulpgoederen van de Nederlandse Antillen naar Haïti. Een paar dagen later vertrok het Nederlandse fregat naar Guantanamo Bay, om Amerikaanse mariniers op te pikken.[29] Ook werd bekend dat de Nederlandse marine de Hr. Ms. Johan de Witt inzette voor het bevoorraden van Haïti.[29]
- Puerto Rico - De Puertoricaanse regering zond een team van reddingswerkers en artsen naar het land.
- Suriname - Suriname stelde een bedrag van 700.000 euro ter beschikking voor Haïti.[39]
- Turkije - De Turkse regering stuurde naast 50 ton hulpgoederen ook vijf vrachtvliegtuigen met vier search-and-rescue-teams, medisch personeel en een mobiel ziekenhuis met diagnostische apparatuur.[40]
- Verenigd Koninkrijk - De dag na de aardbeving werd een team van 61 brandweermannen naar Haïti gestuurd.[41]
- Verenigde Staten - Onmiddellijk na de aardbeving verklaarde minister van Buitenlandse Zaken Hillary Clinton dat de Verenigde Staten civiele, humanitaire en militaire hulp zou zenden naar het gebied.[42] O.a. 10.000 Amerikaanse militairen zullen helpen met het handhaven van de orde.[43] De militairen controleerden o.a. de luchtvaart en herstelden de havens.
- Venezuela - Minister van Buitenlandse Zaken, Nicolás Maduro, stuurde een team met hulpmiddelen en voedsel.
- Zwitserland - Een reddingsteam van het Zwitsers Agentschap voor Ontwikkelingssamenwerking werd naar het land gestuurd om eerste hulp te bieden.

### Fondsenwerving
In de gehele Europese Unie is er in totaal (op 18 januari 2010) 420 miljoen euro voor de slachtoffers van de aardbeving opgehaald.

#### Vlaanderen
Meteen na de zware aardbeving in Haïti lanceerde het Belgisch Consortium voor Noodhulp een landelijke oproep, onder de naam Haïti Lavi 12-12. "Lavi" is het Creoolse woord voor "leven", waarmee de initiatiefnemers de solidariteit in een hoopvol perspectief wilden plaatsen. Zeer snel sloegen 50 Vlaamse radio- en televisiezenders de handen ineen om Vlaanderen te mobiliseren. Ook de Franstalige media steunden van meet af aan de oproep.
De dagen na de ramp zonden ze onder het label Help Haïti spots uit waarin de kijkers en luisteraars werden opgeroepen een of meerdere niet-gouvernementele organisaties (ngo's) die in het rampgebied actief zijn te steunen.
Op donderdagavond 21 januari 2010 sloegen de VRT en VTM de handen ineen en maakten ze samen de benefietshow Help Haïti voor de slachtoffers van Haïti. De show werd gepresenteerd door VRT-nieuwsanker Martine Tanghe en VTM-nieuwsanker Stef Wauters. Tijdens de show trokken Bekende Vlamingen langs alle Vlaamse provincies om geld in te zamelen, journalisten brachten verslag uit en hulpverleners deden hun verhaal over de gevolgen van de zware aardbeving in Haïti. Het kijkersaantal bedroeg 1.430.198.
Rond hetzelfde tijdstip waren ook RTBF en RTL-TVi samen op antenne rond solidariteit met Haïti. De uitzending legde iets meer de nadruk op informatie, analyse en debat en in mindere mate op actie en fondsenwerving.
Op vrijdag 22 januari werkten 5 radiozenders (JOE fm, MNM, Radio 2, Studio Brussel en Q-music) samen aan een 12 uur durende uitzending, onder de naam Radio 1212. Er werd gepresenteerd vanop de Groenplaats in Antwerpen door 6 duo's van presentatoren.
De presentatoren informeerden de luisteraars een hele dag lang over de situatie in Haïti en gaven een overzicht van de solidariteitsacties. Daarnaast lieten ze bv's en gewone mensen aan het woord. Er waren ook optredens van onder anderen Tom Helsen, Stan Van Samang, Luc De Vos, Will Tura en Absynthe Minded. De sms-actie leverde die dag alleen al meer dan 130.000 euro op.
Het totaalresultaat van de actie "Haïti Lavi 12-12" bedroeg meer dan 23 miljoen euro.

#### Nederland
In Nederland openden de Samenwerkende Hulporganisaties (SHO) het rekeningnummer 555 voor giften. Enkele dagen na de ramp was daarop al 6,6 miljoen euro binnengekomen. Op donderdag 21 januari 2010 zonden onder andere 3FM, Radio 538 en Radio Veronica gezamenlijk uit onder de noemer Radio 555, met als doel geld op te halen. De actie leverde € 8.634.180 op (tussenstand om 20:30). 's Avonds werd de inzameling voortgezet op de televisiezenders Nederland 1, RTL 4 en SBS6 onder de naam Actie 555 - Nederland Helpt Haïti. Bij het einde van de uitzending was er € 41.724.126 opgehaald. Dit bedrag wordt door de minister van Ontwikkelingssamenwerking Bert Koenders verdubbeld tot € 83.448.252. De uitzending werd ook uitgezonden op TMF. TMF zond op 21 januari tevens de liveshow TMF 4 Haiti uit, gehost door alle TMF VJ's.
De kinderprogrammering op Z@PP stond in het teken van Nederland helpt Haïti. 101TV werd omgedoopt tot Actie555 TV en was die dag beschikbaar in het analoge basispakket. Een langere aflevering van het Jeugdjournaal die geheel in het teken stond van de actie werd tegelijkertijd uitgezonden op Z@PP, Disney Channel en Nickelodeon.
Zenders van Discovery Networks als Discovery Channel en Animal Planet zonden boven in het scherm de boodschap te geven aan giro 555 mee.

#### Internationaal

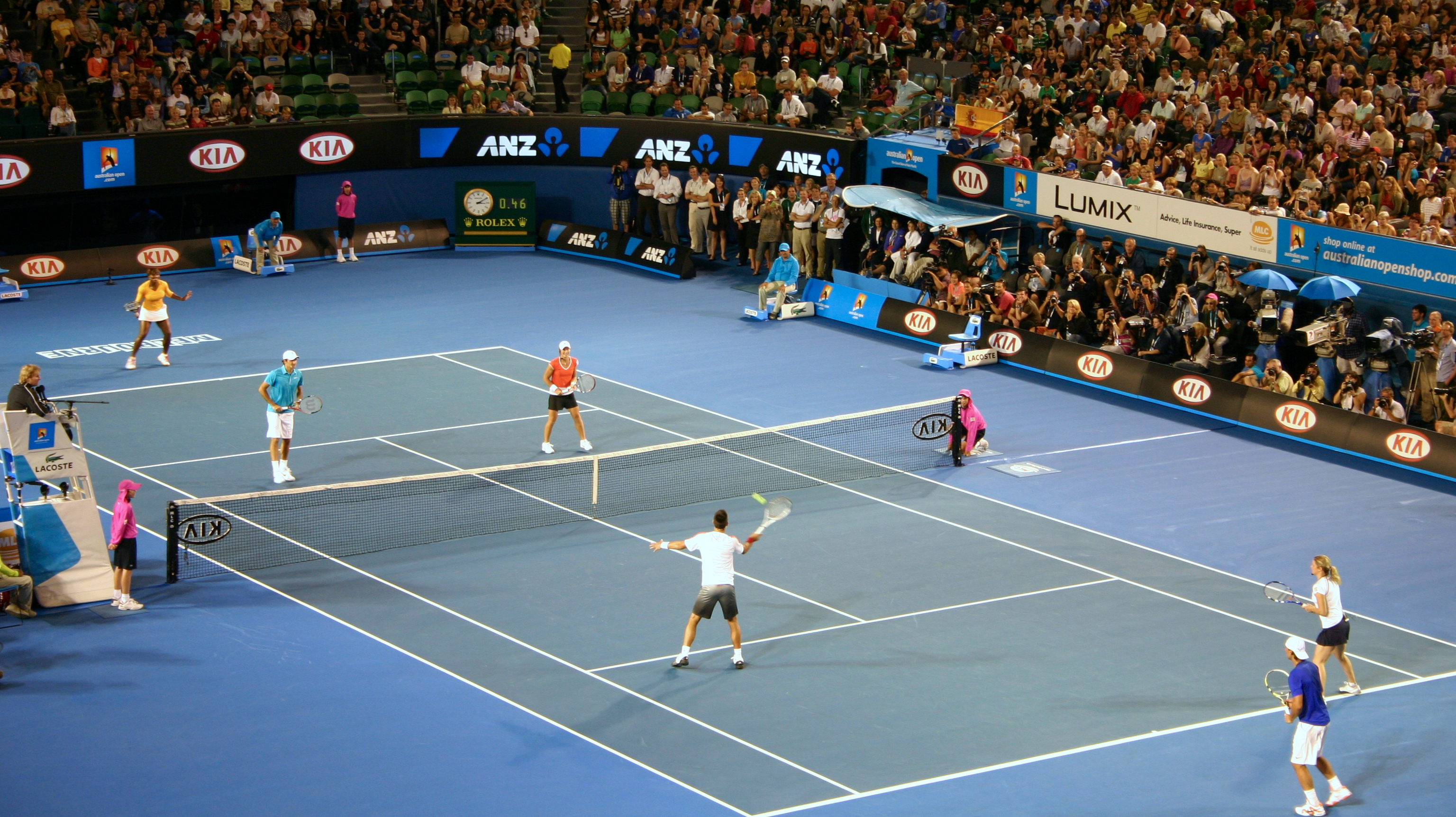
De benefietwedstrijd voor Haïti tijdens de Australian Open

In Australië werd voor aanvang van de Australian Open een speciale benefietwedstrijd gespeeld naar een idee van Roger Federer. Onder anderen Kim Clijsters, Novak Đoković, Rafael Nadal, Serena Williams, Samantha Stosur, Andy Roddick en Federer zelf gaven hun laatste voorbereidingsdag op voor het goede doel. De wedstrijden waren mixed doubles en zelfs 3 tegen 3. De wedstrijden vonden plaats in de Rod Laver Arena op zondag 17 januari.
Een inzamelingsactie van het Surinaamse Rode Kruis leverde 1 miljoen Surinaamse dollars op, omgerekend 260.000 euro.
In de Verenigde Staten werd op 22 januari een inzamelingsactie op televisie en op internet gehouden.
Januari: Salomonseilanden (3 januari) · Californië (10 januari) · Haïti (12 januari) -
Februari: Bougainville (1 februari) · Riukiu-eilanden (26 februari) · Chili (27 februari) -
Maart: Taiwan (4 maart) · Sumatra (5 maart) · Turkije (8 maart) · Chili (11 maart) · Japan (14 maart) · Obi-eilanden (14 maart) -
Mei: Sumatra (9 mei) · Vanuatu (27 mei) -
Juni: Papoea (16 juni) -
Oktober: Sumatra (25 oktober)